# Éric de Kermel
 (janvier 2022).
Éric de Kermel, né le 10 juin 1963 à Ajaccio, est un journaliste, auteur, éditeur français.

## Biographie
Éric de Kermel fait des études en sciences de l'information et de la communication à l'université Bordeaux-Montaigne dont est diplômé en 1987.
En 1983, il intègre la Compagnie générale d'informatique où il rejoint l’équipe de création du Minitel.
En 1986, il crée avec ses associés l'éditeur de logiciels éducatifs JERIKO.
En 1988, il rejoint le groupe L'Étudiant comme rédacteur en chef télématique.
En 1990, il intègre le Groupe Bayard comme journaliste et responsable des services télématiques du groupe. Avec son équipe, il crée les 3615 Pomme d'api, Okapi, Phosphore, Playmobil, Lego, etc.
En 1997, il rejoint la direction générale de Bayard Service Édition et rejoint la Savoie.
En 2005, Éric de Kermel prend la direction du magazine Terre sauvage au sein d’une équipe basée au Bourget-du-Lac,,.
En 2006, il prend la présidence du Conservatoire du patrimoine naturel de la Savoie, association chargée de la coordination de la protection de la nature dans ce département. Il restera durant deux mandats de trois ans son président. En 2006, il prend également la direction des magazines de territoires du groupe Milan : Bretagne Magazine, Alpes Magazine et Pyrénées Magazine. Cette année-là, il crée aussi, avec l’Union internationale pour la conservation de la nature, dont il est membre de la Commission éducation, la Fête de la Nature.
En 2011, il devient vice-président du Comité français de l'UICN, poste qu'il occupera 3 ans, et il crée avec Terre sauvage et l’Office national des forêts l’opération l’Arbre de l’année.
En 2012, il rentre au conseil d'administration de la Fondation Petzl.
En 2015, dans le cadre de la COP 21, il porte avec la groupe Bayard, et en partenariat avec la Présidence de la République française, le Sommet des consciences qui se tient en juillet 2015 au Conseil économique, social et environnemental, à Paris,.
En 2016, dans le cadre de son engagement au sein du groupe Bayard, il crée avec René Martin du Centre de réalisations et d'études artistiques (CREA) le festival de musique du Mont-Saint-Michel et de sa baie Via Aeterna. Cette année-là, avec le fondation Iris, il crée la bourse Iris Terre sauvage pour favoriser les jeunes photographes de nature de moins de trente ans.
En 2017, il publie aux éditions Eyrolles son premier roman, La libraire de la place aux herbes, préfacé par Erik Orsenna. Ce livre est un succès, est édité en poche en 2019 aux éditions J'ai Lu, et est traduit en sept langues.
En 2018, il est nommé chevalier de la légion d'honneur par Nicolas Hulot, pour ses activités en faveur de l'écologie. Cette même année sort son deuxième roman, Il y a tant d’aurores qui n’ont pas encore lui, aux éditions Le Passeur. Ce livre sera lui aussi édité en format poche sous un autre titre : Les orphelins de l'aurore, aux éditions J'ai Lu.
En 2019, toujours aux éditions Eyrolles, il publie son troisième roman, Mon cœur contre la terre, accompagné d'une préface de Cyril Dion. Ce roman sera également édité en poche en 2021 aux éditions J'ai Lu.
Depuis 2019, il est administrateur de l'Établissement public de coopération culturelle (EPCC) du Pont du Gard.
En 2020, il reprend avec ses associés la librairie de la Place aux Herbes, au sein de la ville d'Uzès,,. En 2020, avec Terre sauvage, dans la cadre d’une association dédiée, il crée à Névache le Terre sauvage festival, et publie également son quatrième livre Abécédaire de l’écologie joyeuse aux éditions Bayard.
En 2021, il publie son cinquième livre et quatrième roman, Les jardins de Zagarand, aux éditions Flammarion.
En 2022, il publie La Promesse aux éditions Bayard, un témoignage engagé et sensible sur le rapport des humains à la nature, illustré par des photos de Yann Arthus-Bertrand.
Cette même année, il publie chez Éditions Bayard son premier album pour enfants Robin des garrigues illustré par Antonin Faure. Eric de Kermel travaille également en 2022 sur des textes accompagnant les photographies de Thierry Vezon dans le livre d’art Cévennes d’arbres et de pierres.
En 2023, il publie son sixième roman, La traversée des lumières, aux éditions Flammarion avec les conseils de Marion Chaygneaud-Dupuy et Jean-Michel Dumond.

## Publications
- La libraire de la place aux herbes, Éditions Eyrolles, 2017
- Il y a tant d’aurores qui n’ont pas encore lui, Le Passeur, 2018
- Mon cœur contre la terre, Éditions Eyrolles, 2019
- Abécédaire de l’écologie joyeuse, Éditions Bayard, 2020
- Les jardins de Zagarand, Éditions Groupe Flammarion, 2021
- La promesse, Éditions Bayard, 2022
- Robin des garrigues, Éditions Bayard, 2022
- La traversée des lumières, Éditions Groupe Flammarion, 2023